# Мамедбейли (село)
Мамедбейли (азерб. Məmmədbəyli) — село в Зангеланском районе Азербайджана.
Уроженцем села Мамедбейли является: Сурхай Абдул оглы Ночуев — капитан азербайджанской армии, участник Четырёхдневной войны в апреле 2016 года и Второй карабахской войны, «Герой Отечественной войны».

## Топонимика
Село изначально называлось Таракема. В XIX веке принадлежало Мамед-беку Зангелани, в связи с чем стало именоваться в его честь Мамедбейли.

## История
В годы Российской империи село Мамедбеклу входило в состав Карягинского уезда Елизаветпольской губернии.
В советские годы село входило в состав Зангеланского района Азербайджанской ССР. В результате Первой карабахской войны в августе 1993 года перешло под контроль непризнанной Нагорно-Карабахской Республики. Входило в Кашатагский район НКР.
20 октября 2020 года в ходе Второй карабахской войны в видеообращении к нации президент Азербайджана Ильхам Алиев объявил, что «азербайджанская армия освободила» село Мамедбейли Зангеланского района.

## Население
По данным «Свода статистических данных о населении Закавказского края, извлеченных из посемейных списков 1886 года» в селе Таракема (Мамедбеклу) Гавалинского сельского округа Джебраильского уезда было 93 дыма и проживало 426 азербайджанцев (указаны как «татары»), которые были шиитами по вероисповеданию и крестьянами.
По данным «Кавказского календаря» 1912 года в селе Мамедбеклу Карягинского уезда проживало 761 человек, в основном азербайджанцев, указанных в календаре как «татары».

## Памятники культуры
В селе находится мавзолей Йахйи ибн Мухаммада ал-Хаджа начала XIV века.